# Sondhi Limthongkul
Sondhi Limthongkul (en tailandés: สนธิ ลิ้มทองกุล) (n. 1947) es un polémico periodista tailandés, y el propietario del diario Phuchatkan Rai Wan, un periódico local tailandés, así como de otros medios de comunicación. Líder del movimiento Alianza del Pueblo para la Democracia
Fue suspendido como periodista debido a las denuncias que realizaba en un programa de televisión contra el Rey Bhumibol. Al principio fue un firme partidario del primer ministro Thaksin Shinawatra, pero después se convirtió en un líder del movimiento anti-Thaksin.. 
Debido a su crítica de Thaksin Shinawatra y otros miembros del Thai Rak Thai, se enfrenta a varias demandas penales por las actividades relacionadas con su papel como líder del movimiento opositor. En marzo de 2007, la Corte Penal Tailandesa le condenó a dos años de cárcel en un juicio por difamar a Phumtham Vejchayachai, consejero de Thaksin, al que acusó de comunista. En diciembre de 2007, fue condenado a tres años de cárcel por difamar Thaksin.
- Datos: Q717617
- Multimedia: Sondhi Limthongkul / Q717617